# Nigranitida gibba
Nigranitida gibba är en tvåvingeart som beskrevs av Webb 2004. Nigranitida gibba ingår i släktet Nigranitida och familjen stilettflugor. Inga underarter finns listade i Catalogue of Life.